# Styrian Bears
Der AFC Styrian Bears ist ein in Graz beheimateter American-Football-Club. Die Heimspiele werden am steirischen Fußballverbandsplatz in der Herrgottwiesgasse ausgetragen. Seit 2021 tritt man mit dem Namen GBG Graz Styrian Bears auf. Verantwortlich für die Namensänderung war die Zusammenarbeit mit dem Sponsor Gebäude- und Baumanagement Graz GmbH.

## Geschichte
Gegründet 2007, wurden die Styrian Bears 2009 in die unterste Liga des österreichischen Footballs aufgenommen. Sie holten sich bereits in der ersten Saison der Vereinsgeschichte den „Challenge Bowl“ Titel mit einem 30:0-Erfolg. In den folgenden Jahren wuchs die Zahl der aktiven Spieler, der Trainerstab und die Organisation der Styrian Bears vergrößerten sich. Im Jahr 2012 wurde der Aufstieg in die nächsthöhere Spielklasse (Division II) erreicht. Im Jahr 2016 gelang dann der nächste Titel und somit der Aufstieg in die zweithöchste österreichische Spielklasse, die Division I. Das Finalspiel im eigenen Stadion wurde gegen die Maribor Generals mit 21:20 gewonnen. Im Jahr 2018 erreichte der Verein die Playoffs und konnte das Halbfinale erreichen. 2019 wurden die Playoffs knapp verpasst.
Das Jugendprogramm des Vereins ermöglichte es 2012, eine U19-Mannschaft in der Klasse „Juniors“ aufzubieten. Im September 2019 konnte die U13 erstmals ein Freundschaftsspiel bestreiten. 2021 startete die U15 in der FLJ, 2022 in der U17.
Der Kader der Styrian Bears umfasste 2022 zirka 60 aktive Spieler in der Kampfmannschaft.

## Erfolge
- Sieg in dem Challenge Bowl 2009 gegen Amstetten Thunder mit 30:0
- Challenge Bowl – Play-off-Einzug 2010 und 2011
- Iron Bowl – Play-off-Einzug 2014
- Sieg im Iron Bowl 2016 gegen die Maribor Generals mit 21:20
- Sieg im Styrian Indoor Bowl 2020
- 2022 Halbfinale Division 1
- 2024 Number 1 Seed & Silver Bowl Finalist – Niederlage gegen St. Pölten Invaders im Finalspiel

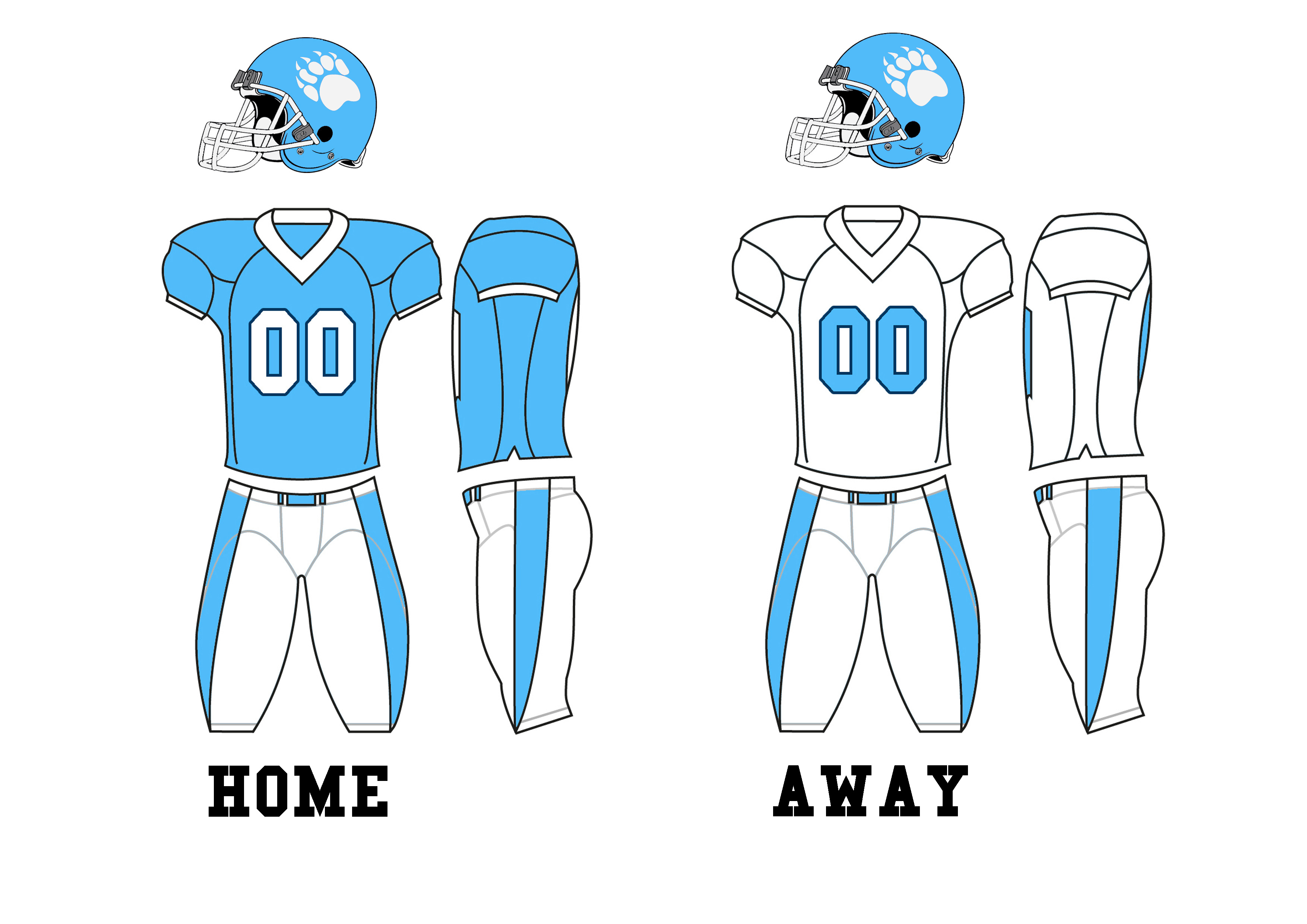
Styrian Bears Gameuniforms